# Bullom So jezik
Bullom So jezik (ISO 639-3: buy; bolom, bulem, bullin, bullun, mandenyi, mandingi, mmani, northern bullom), atlantski jezik uže skupine mel, kojim govori oko 8 350 ljudi u Sijera Leoni (2006) i nešto u Gvineji (2001; uglavnom starije osobe).
Govori se uz gvinejsku obalu i obalu Sijera Leone do rijeke Sierra Leone. Pripadnici etničke grupe žene se s pripadnicima naroda Temne i Susu. Ima dva dijalekta mmani i kafu. Piše se latinicom.

## Vanjske poveznice
- Ethnologue (14th)
- Ethnologue (15th)